# Macanesen

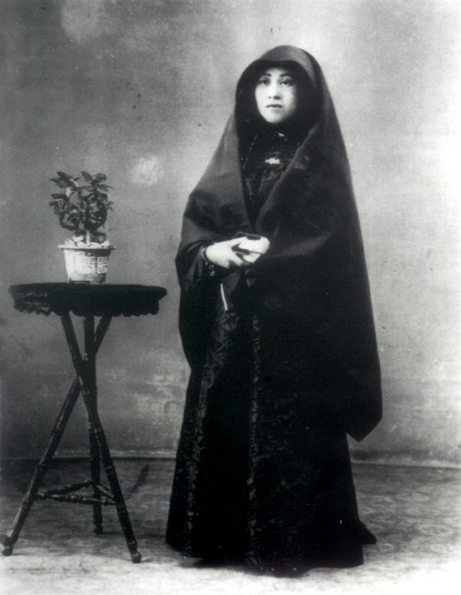
Eine macanesische senhora in der Tracht dó

Die Macanesen (portugiesisch Macaense, chinesisch 土生澳門人) sind eine aus Macau stammende Ethnie, die ihre Vorfahren bei den Portugiesen hat, die während der Kolonialzeit nach Macau übersiedelten und sich geographisch bedingt in besonderem Maße mit Chinesen, teilweise aber auch mit Indern, Singhalesen, Japanern und vor allem mit Malaien vermischten.
Weltweit gibt es etwa 42.000 Angehörige dieser Ethnie, wobei nur 8000 Angehörige tatsächlich in Macau leben. Die größten Gemeinschaften hat diese Ethnie in den Vereinigten Staaten mit 15.000 Angehörigen sowie in Kanada mit 12.000 Angehörigen. In Portugal leben rund 5000 Menschen und in Hongkong 1000 Menschen dieser Ethnie. Eine kleine Minderheit stellen die Macanesen in Brasilien mit 300 Angehörigen. Die Sprache der Macanesen war ursprünglich Portugiesisch und Macanesisch; heute sprechen vor allem die in Macau lebenden Macanesen hauptsächlich oder zusätzlich Kantonesisch. Im Gegensatz zum Macanesischen ist der Bestand des Portugiesischen durch den Status als Amtssprache abgesicherter.